# Pisseloup
Pisseloup is een gemeente in het Franse departement Haute-Marne (regio Grand Est) en telt 47 inwoners (2009). De plaats maakt deel uit van het arrondissement Langres.

## Geografie
De oppervlakte van Pisseloup bedraagt 3,1 km², de bevolkingsdichtheid is dus 15,2 inwoners per km².
De onderstaande kaart toont de ligging van Pisseloup met de belangrijkste infrastructuur en aangrenzende gemeenten.

## Demografie
Onderstaande figuur toont het verloop van het inwonertal (bron: INSEE-tellingen).